# Butigeidis
Butigeidis o Butegeidis (in bielorusso Будзікід?, trasl. Budzikid) (... – 1291 circa) fu granduca di Lituania dal 1285 al 1291. È il primo membro conosciuto la cui esistenza è certa dei Gediminidi.

## Biografia
Butigeidis iniziò il suo dominio quando l'Ordine Livoniano e i Cavalieri Teutonici stavano portando alla sua conclusione la crociata livoniana combattute contro le tribù baltiche. Nel 1289, alla guida di circa 8 000 soldati, il granduca Butigeidis attaccò la Sambia, in Prussia. Nel 1289 i Cavalieri Teutonici eressero un castello a Tilsit e le loro incursioni si intensificarono. Nel tentativo di reagire a queste manovre, Butigeidis strinse contatti militari con gli abitanti della Samogizia e della Semigallia, ostili agli ordini religiosi cavallereschi. Dopo feroci combattimenti, i lituani furono costretti ad abbandonare il castello di Kolainiai, situato sulla sponda settentrionale del fiume Nemunas. Butigeidis fu il primo a costruire delle fortificazioni robuste lungo questo fiume, introducendo una tattica che sarebbe stata ripresa anche nei decenni a venire e che permise di resistere agli assalti ostili fino alla seconda metà del XIV secolo.
Per poter compiere le sue campagne, Butigeidis cedette Vaŭkavysk al Principato di Galizia-Volinia in cambio della pace. Egli morì attorno al 1291 e suo fratello Butvydas (talvolta riportato come Pukuveras) ereditò il ruolo di granduca della Lituania.